# Cumberland (Iowa)
Cumberland és una població dels Estats Units a l'estat d'Iowa. Segons el cens del 2000 tenia 281 habitants.

## Demografia
Segons el cens del 2000, Cumberland tenia 281 habitants, 128 habitatges, i 82 famílies. La densitat de població era de 180,8 habitants per km².
Dels 128 habitatges en un 25% hi vivien nens de menys de 18 anys, en un 59,4% hi vivien parelles casades, en un 3,9% dones solteres, i en un 35,2% no eren unitats familiars. En el 34,4% dels habitatges hi vivien persones soles el 17,2% de les quals corresponia a persones de 65 anys o més que vivien soles. El nombre mitjà de persones vivint en cada habitatge era de 2,2 i el nombre mitjà de persones que vivien en cada família era de 2,81.
Per edats la població es repartia de la següent manera: un 21% tenia menys de 18 anys, un 4,6% entre 18 i 24, un 25,6% entre 25 i 44, un 24,9% de 45 a 60 i un 23,8% 65 anys o més.
L'edat mediana era de 44 anys. Per cada 100 dones de 18 o més anys hi havia 100 homes.
La renda mediana per habitatge era de 28.750 $ i la renda mediana per família de 39.167 $. Els homes tenien una renda mediana de 26.786 $ mentre que les dones 15.500 $. La renda per capita de la població era de 15.662 $. Entorn del 6,1% de les famílies i el 8,3% de la població estaven per davall del llindar de pobresa.

## Poblacions més properes
El següent diagrama mostra les poblacions més properes.